# Llista d'eclipsis solars del segle XXI

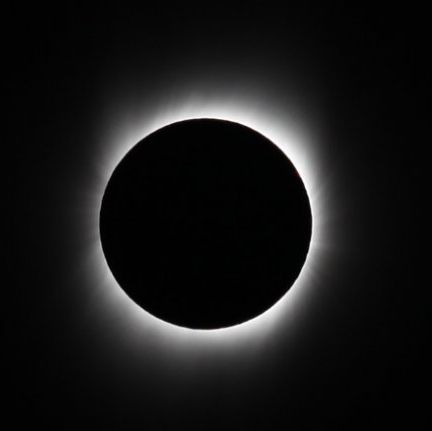
Eclipsi solar total del 22 de juliol de 2009 vist des de Bangladesh

Durant el segle xxi hi haurà un total de 224 eclipsis solars, dels quals 77 seran parcials, 72 anulars, 68 totals i 7 híbrids entre total i anular. D'aquests, dos eclipsis anulars i un de total seran no-centrals, en el sentit que el centre exacte (eix) de l'ombra de la lluna errarà la Terra (per a més informació, vegeu Gamma). Durant el segle xxi el màxim nombre d'eclipsis en un any és de 4 (en els anys 2011, 2029, 2047, 2065, 2076 i 2094). Les prediccions de la llista d'aquest article són de Fred Espenak, del Centre de vol espacial Goddard de la NASA.
A data de 2020, la durada més llarga que la Lluna ha cobert completament el Sol (conegut com a totalitat) fou durant l'eclipsi solar del 22 de juliol de 2009. Aquest eclipsi solar total tingué una durada màxima de 6 minuts i 38,86 segons. La durada més llarga possible d'un eclipsi solar total és de 7 minuts i 32 segons. D'altra banda, l'eclipsi solar anular més llarg del segle xxi tingué lloc el 15 de gener de 2010, amb una durada d'11 minuts i 7,8 segons. La durada màxima possible és de 12 minuts i 29 segons. Finalment, l'eclipsi solar del 20 de maig de 2050 serà el segon eclipsi híbrid en un lapse de temps de menys d'un any (el primer serà el novembre de 2049).
La taula conté la data i hora de l'eclipsi major (en temps dinàmic, que en aquest cas és el moment que l'eix del con d'ombra lunar passa més a prop del centre de la Terra; això és en Temps Universal). Es dona el nombre de sèries saros a les quals pertany l'eclipsi, seguit per la seva magnitud (la fracció del diàmetre del Sol tapat per la Lluna) i el tipus d'eclipsi (total, anular, parcial o híbrid). Pels eclipsis totals i anulars es dona la durada de l'eclipsi, així com la localització de l'eclipsi major (el punt del màxim eclipsi) i l'amplada del camí de l'eclipsi total o anular. També es llisten les àrees geogràfiques des de les quals es pot veure el fenomen.
| Data                   | Hora de l'eclipsi major (UTC) | Saros | Tipus                 | Magnitud | Durada central (min:s) | Lloc                                   | Amplada del camí | Àrea geogràfica | Ref(s)      |
| ---------------------- | ----------------------------- | ----- | --------------------- | -------- | ---------------------- | -------------------------------------- | ---------------- | --- | ----------- |
| 21 de juny de 2001     | 12:04:46                      | 127   | Total                 | 1,050    | 4:57                   | 11° 18′ S, 2° 42′ E / 11.3°S,2.7°E     | 200 km           | Total: Angola, Zàmbia, Zimbabwe, Moçambic i Madagascar Parcial: Amèrica del Sud, Àfrica | [ 4 ]       |
| 14 de desembre de 2001 | 20:53:01                      | 132   | Anular                | 0,968    | 3:53                   | 0° 36′ N, 130° 42′ O / 0.6°N,130.7°O   | 126 km           | Anular: Nicaragua i Costa Rica Parcial: Amèrica del Nord i Amèrica Central, nord-oest d'Amèrica del Sud, Hawaii | [ 4 ]       |
| 10 de juny de 2002     | 23:45:22                      | 137   | Anular                | 0,996    | 0:23                   | 34° 30′ N, 178° 36′ O / 34.5°N,178.6°O | 13 km            | Anular: Manado, Indonèsia, Guam, illes Marianes del Nord, i Puerto Vallarta, Mèxic Parcial: est d'Àsia, nord-est d'Austràlia, Amèrica del Nord, Hawaii | [ 4 ]       |
| 4 de desembre de 2002  | 07:32:16                      | 142   | Total                 | 1,024    | 2:04                   | 39° 30′ S, 59° 36′ E / 39.5°S,59.6°E   | 87 km            | Total: Angola, Botswana, Zimbabwe, Sud-àfrica, Moçambic i Austràlia del Sud Parcial: Àfrica, Antàrtida, Indonèsia, Austràlia | [ 4 ]       |
| 31 de maig de 2003     | 04:09:22                      | 147   | Anular                | 0,938    | 3:37                   | 66° 36′ N, 24° 30′ O / 66.6°N,24.5°O   | —                | Anular: Grenlàndia, Islàndia, nord-est d'Escòcia, illes Fèroe, illes Shetland Parcial: Europa de l'Est, nord i oest d'Àsia, Orient Mitjà, Alaska, Grenlàndia i nord-oest del Canadà | [ 4 ]       |
| 23 de novembre de 2003 | 22:50:22                      | 152   | Total                 | 1,038    | 1:57                   | 72° 42′ S, 88° 24′ E / 72.7°S,88.4°E   | 495 km           | Total: est de l'Antàrtida Parcial: Austràlia, Nova Zelanda, Antàrtida, sud de Xile i Argentina | [ 4 ]       |
| 19 d'abril de 2004     | 13:35:05                      | 119   | Parcial               | 0,737    | —                      | 61° 36′ S, 44° 18′ E / 61.6°S,44.3°E   | —                | Parcial: Península antàrtica, est de l'Antàrtida, sud d'Àfrica | [ 4 ]       |
| 14 d'octubre de 2004   | 03:00:23                      | 124   | Parcial               | 0,928    | —                      | 61° 12′ N, 153° 42′ O / 61.2°N,153.7°O | —                | Parcial: est de Rússia, Mongòlia, nord-est de la Xina, Corea, Japó, Hawaii, oest d'Alaska | [ 4 ]       |
| 8 d'abril de 2005      | 20:36:51                      | 129   | Híbrid                | 1,007    | 0:42                   | 10° 36′ S, 119° 00′ O / 10.6°S,119.0°O | 27 km            | Híbrid: Veneçuela, Colòmbia, Panamà, sud-est de Polinèsia Francesa, illes Bounty Parcial: Pacífic, Mèxic, Amèrica Central, Carib, oest d'Amèrica del Sud, Nova Zelanda, Antàrtida occidental | [ 4 ]       |
| 3 d'octubre de 2005    | 10:32:47                      | 134   | Anular                | 0,958    | 4:32                   | 12° 54′ N, 28° 42′ E / 12.9°N,28.7°E   | 162 km           | Anular: Portugal, Espanya, Algèria, Tunísia, Líbia, Txad, Sudan, Kenya i Somàlia Parcial: Àfrica, Europa, Àsia Occidental, Orient Mitjà, Índia i Pakistan | [ 4 ]       |
| 29 de març de 2006     | 10:12:23                      | 139   | Total                 | 1,052    | 4:07                   | 23° 12′ N, 16° 42′ E / 23.2°N,16.7°E   | 104 km           | Total: Brasil, Ghana, Togo, Benín, Nigèria, Níger, Líbia, nord-eost d'Egipte, Turquia, Geòrgia, sud-oest de Rússia i Kazakhstan Parcial: nord d'Àfrica, centre d'Àfrica, est de Brasil, Àsia central, Orient Mitjà, Índia, Pakistan i Europa                                                                                        | [ 4 ]       |
| 22 de setembre de 2006 | 11:41:16                      | 144   | Anular                | 0,935    | 7:09                   | 20° 36′ S, 9° 06′ O / 20.6°S,9.1°O     | 261 km           | Anular: Guiana, Surinam i Guiana Francesa Parcial: Amèrica del Sud, Àfrica Occidental, sud d'Àfrica, península Antàrtica, est de l'Antàrtida | [ 4 ]       |
| 19 de març de 2007     | 02:32:57                      | 149   | Parcial               | 0,876    | —                      | 61° 00′ N, 55° 30′ E / 61.0°N,55.5°E   | —                | Parcial: Àsia, oest d'Alaska | [ 4 ]       |
| 11 de setembre de 2007 | 12:32:24                      | 154   | Parcial               | 0,751    | —                      | 61° 00′ S, 90° 12′ O / 61.0°S,90.2°O   | —                | Parcial: Centre i sud d'Amèrica del Sud, península Antàrtica, est de l'Antàrtida, sud de l'Atlàntic | [ 4 ]       |
| 7 de febrer de 2008    | 03:56:10                      | 121   | Anular                | 0,965    | 2:12                   | 67° 36′ S, 150° 30′ O / 67.6°S,150.5°O | 444 km           | Anular: oest de l'Antàrtida Parcial: Antàrtida, sud-est d'Austràlia, Nova Zelanda, sud-est de Melanèsia, sud-est de Micronèsia, sud-est de Polinèsia | [ 4 ]       |
| 1 d'agost de 2008      | 10:22:12                      | 126   | Total                 | 1,039    | 2:27                   | 65° 42′ N, 72° 18′ E / 65.7°N,72.3°E   | 237 km           | Total: Nunavut, nord de Grenlàndia, Rússia central, oest de Mongòlia, oest de la Xina Parcial: Nova Escòcia, Illa del Príncep Eduard, Nova Brunswick, Quebec, Nunavut, Grenlàndia, nord d'Europa, Àsia | [ 4 ]       |
| 26 de gener de 2009    | 07:59:45                      | 131   | Anular                | 0,928    | 7:54                   | 34° 06′ S, 70° 12′ E / 34.1°S,70.2°E   | 280 km           | Anular: sud-est de Sumatra, Jakarta i Borneo Parcial: sud d'Àfrica, est de l'Antàrtida, Sud-est Asiàtic, Filipines, Austràlia | [ 4 ]       |
| 22 de juliol de 2009   | 02:36:25                      | 136   | Total                 | 1,080    | 6:39                   | 24° 12′ N, 144° 06′ E / 24.2°N,144.1°E | 258 km           | Total: centre i nord-est de Pakistan, Índia, Bhutan, Bangladesh, Myanmar, Xina, part nord de les illes Ryukyu (Satsunan) Parcial: Sud-est Asiàtic, Japó, Corea del Sud, Filipines, Indonèsia, Pacífic central i les seves illes | [ 4 ]       |
| 15 de gener de 2010    | 07:07:39                      | 141   | Anular                | 0,919    | 11:08                  | 1° 36′ N, 69° 18′ E / 1.6°N,69.3°E     | 333 km           | Anular: República Centreafricana, República Democràtica del Congo, Uganda, Maldives, sud-est de l'Índia, Pakistan, Sri Lanka, Myanmar, Xina central Parcial: Àfrica, sud-est d'Europa, Orient Mitjà, Àsia | [ 4 ]       |
| 11 de juliol de 2010   | 19:34:38                      | 146   | Total                 | 1,058    | 5:20                   | 19° 42′ S, 121° 54′ O / 19.7°S,121.9°O | 259 km           | Total: sud de Xile i Argentina, sud-est de Polinèsia Parcial: sud-oest d'Amèrica del Sud, Polinèsia Francesa, Hawaii | [ 4 ]       |
| 4 de gener de 2011     | 08:51:42                      | 151   | Parcial               | 0,858    | —                      | 64° 42′ N, 20° 48′ E / 64.7°N,20.8°E   | —                | Parcial: Europa, nord d'Àfrica, Àsia central, Orient Mitjà | [ 4 ]       |
| 1 de juny de 2011      | 21:17:18                      | 118   | Parcial               | 0,601    | —                      | 67° 48′ N, 46° 48′ E / 67.8°N,46.8°E   | —                | Parcial: Islàndia, nord del Canadà, Alaska, nord-est d'Àsia, Grenlàndia, nord d'Escandinàvia | [ 4 ]       |
| 1 de juliol de 2011    | 08:39:30                      | 156   | Parcial               | 0,097    | —                      | 65° 12′ S, 28° 36′ E / 65.2°S,28.6°E   | —                | Parcial: sud de l'oceà Índic, proximitats de l'Antàrtida | [ 4 ]       |
| 25 de novembre de 2011 | 06:21:24                      | 123   | Parcial               | 0,905    | —                      | 68° 36′ S, 82° 24′ O / 68.6°S,82.4°O   | —                | Parcial: sud-oest de Sud-àfrica, Antàrtida, Tasmània, Nova Zelanda | [ 4 ]       |
| 20 de maig de 2012     | 23:53:54                      | 128   | Anular                | 0,944    | 5:46                   | 49° 06′ N, 176° 18′ E / 49.1°N,176.3°E | 237 km           | Anular: sud de la Xina, Hong Kong, Macau, Japó (Kyushu, Shikoku, sud de Honshu, Tòquio), Estats Units (Oregon, Califòrnia, Nevada, Utah, Arizona, Nou Mèxic, Texas) Parcial: Pacífic, est d'Àsia, Amèrica del Nord, Hawaii | [ 4 ]       |
| 13 de novembre de 2012 | 22:12:55                      | 133   | Total                 | 1,050    | 4:02                   | 40° 00′ S, 161° 18′ O / 40.0°S,161.3°O | 179 km           | Total: Arnhem Land i centre de la península de Cape York, Austràlia, illes Kermadec, Nova Zelanda Parcial: Austràlia, Nova Zelanda, Melanèsia, sud-est d'Amèrica del Sud, sud del Pacífic, Polinèsia, península Antàrtica, Antàrtida occidental, Talos Dome                                                                         | [ 4 ]       |
| 10 de maig de 2013     | 00:26:20                      | 138   | Anular                | 0,954    | 6:03                   | 2° 12′ N, 175° 30′ E / 2.2°N,175.5°E   | 173 km           | Anular: Austràlia (Austràlia Occidental, Territori del Nord i Queensland), arxipèlag Louisiade, illes Solomon, Kiribati Parcial: Austràlia, Nova Zelanda, Pacífic central, Hawaii, Indonèsia | [ 4 ]       |
| 3 de novembre de 2013  | 12:47:36                      | 143   | Híbrid                | 1,016    | 1:40                   | 3° 30′ N, 11° 42′ O / 3.5°N,11.7°O     | 58 km            | Híbrid: Gabon, República del Congo, República Democràtica del Congo, Uganda, Kenya, Etiòpia Parcial: est d'Amèrica, est del Canadà, Carib, est d'Amèrica del Sud, sud d'Europa, Àfrica | [ 4 ]       |
| 29 d'abril de 2014     | 06:04:33                      | 148   | Annular (non-central) | 0.987    | —                      | 70° 36′ S, 131° 18′ E / 70.6°S,131.3°E | —                | Anular: oest de Wilkes Land Parcial: sud de l'oceà Índic, Austràlia, est de l'Antàrtida | [ 4 ]       |
| 23 d'octubre de 2014   | 21:45:39                      | 153   | Parcial               | 0,811    | —                      | 71° 12′ N, 97° 12′ O / 71.2°N,97.2°O   | —                | Parcial: Pacífic nord, Amèrica del Nord, Mèxic, est de Rússia | [ 4 ]       |
| 20 de març de 2015     | 09:46:47                      | 120   | Total                 | 1,045    | 2:47                   | 64° 24′ N, 6° 36′ O / 64.4°N,6.6°O     | 463 km           | Total: illes Fèroe, Svalbard, Atlàntic Nord, Pol Nord Parcial: Grenlàndia, Europa, Àsia central, Rússia occidental | [ 4 ]       |
| 13 de setembre de 2015 | 06:55:19                      | 125   | Parcial               | 0,788    | —                      | 72° 06′ S, 2° 18′ O / 72.1°S,2.3°O     | —                | Parcial: sud d'Àfrica, sud de l'oceà Índic, est de l'Antàrtida | [ 4 ]       |
| 9 de març de 2016      | 01:58:19                      | 130   | Total                 | 1,045    | 4:09                   | 10° 06′ N, 148° 48′ E / 10.1°N,148.8°E | 155 km           | Total: Indonèsia, Micronèsia, illes Marshall Parcial: sud-est d'Àsia, Corea, Japó, est de Rússia, Alaska, nord-oest d'Austràlia, Hawaii, Pacífic | [ 4 ]       |
| 1 de setembre de 2016  | 09:08:02                      | 135   | Anular                | 0,974    | 3:06                   | 10° 42′ S, 37° 48′ E / 10.7°S,37.8°E   | 100 km           | Anular: Atlàntic, centre d'Àfrica, Madagascar, oceà Índic Parcial: Àfrica, oceà Índic | [ 5 ]       |
| 26 de febrer de 2017   | 14:54:33                      | 140   | Anular                | 0,992    | 0:44                   | 34° 42′ S, 31° 12′ O / 34.7°S,31.2°O   | 31 km            | Anular: sud de Xile i Argentina, Angola, sud-oest de Katanga Parcial: sud de oest d'Àfrica, sud d'Amèrica del Sud, Antàrtida | [ 4 ]       |
| 21 d'agost de 2017     | 18:26:40                      | 145   | Total                 | 1,031    | 2:40                   | 37° 00′ N, 87° 42′ O / 37.0°N,87.7°O   | 115 km           | Total: Estats Units Parcial: Amèrica del Nord, Hawaii, Grenlàndia, Islàndia, illes Britàniques, Portugal, Amèrica Central, Carib, nord d'Amèrica del Sud, península de Chukchi | [ 4 ] [ 6 ] |
| 15 de febrer de 2018   | 20:52:33                      | 150   | Parcial               | 0,599    | —                      | 71° 00′ S, 0° 36′ E / 71.0°S,0.6°E     | —                | Parcial: Antàrtida, sud d'Amèrica del Sud | [ 4 ]       |
| 13 de juliol de 2018   | 03:02:16                      | 117   | Parcial               | 0,336    | —                      | 67° 54′ S, 127° 24′ E / 67.9°S,127.4°E | —                | Parcial: sud d'Austràlia, Victoria, Tasmània, oceà Índic, Budd Coast | [ 4 ]       |
| 11 d'agost de 2018     | 09:47:28                      | 155   | Parcial               | 0,737    | —                      | 70° 24′ N, 174° 30′ E / 70.4°N,174.5°E | —                | Parcial: nord-est del Canadà, Grenlàndia, Islàndia, oceà Àrtic, Escandinàvia, nord de illes Britàniques, Rússia, nord d'Àsia | [ 4 ]       |
| 6 de gener de 2019     | 01:42:38                      | 122   | Parcial               | 0,715    | —                      | 67° 24′ N, 153° 36′ E / 67.4°N,153.6°E | —                | Parcial: nord-est d'Àsia, sud-oest d'Alaska, illes Aleutianes | [ 4 ]       |
| 2 de juliol de 2019    | 19:24:08                      | 127   | Total                 | 1,046    | 4:33                   | 17° 24′ S, 109° 00′ O / 17.4°S,109.0°O | 201 km           | Total: illes Pitcairn, centre de l'Argentina i Xile, arxipèlag Tuamotu Parcial: Amèrica del Sud, Illa de Pasqua, illes Galàpagos, sud de l'Amèrica Central, Polinèsia | [ 4 ]       |
| 26 de desembre de 2019 | 05:18:53                      | 132   | Anular                | 0,970    | 3:40                   | 1° 00′ N, 102° 18′ E / 1.0°N,102.3°E   | 118 km           | Anular: Aràbia Saudita, Bahrain, Qatar, Emirats Àrabs Units, Oman, Lakshadweep, sud de l'Índia, Sri Lanka, nord de Sumatra, sud de Malàisia, Singapur, Borneo, centre d'Indonèsia, República de Palau, Micronèsia, Guam Parcial: Àsia, oest de Melanèsia, nord-oest d'Austràlia, Orient Mitjà, est d'Àfrica                         | [ 4 ]       |
| 21 de juny de 2020     | 06:41:15                      | 137   | Anular                | 0,994    | 0:38                   | 30° 30′ N, 79° 42′ E / 30.5°N,79.7°E   | 21 km            | Anular: República Democràtica del Congo, Sudan, Etiòpia, Eritrea, Iemen, Rub al-Khali, Oman, sud de Pakistan, nord de l'Índia, Tibet, sud de la Xina, Chongqing, Taiwan Parcial: Àsia, sud d'Europa de l'Est, Àfrica, Orient Mitjà, oest de Melanèsia, Austràlia (Austràlia Occidental, Territori del Nord, península de Cape York) | [ 4 ]       |
| 14 de desembre de 2020 | 16:14:39                      | 142   | Total                 | 1,025    | 2:10                   | 40° 18′ S, 67° 54′ O / 40.3°S,67.9°O   | 90 km            | Total: sud de Xile i Argentina, Kiribati, Polinèsia Parcial: centre i sud d'Amèrica del Sud, sud-oest d'Àfrica, Península antàrtica, Ellsworth Land, oest de Queen Maud Land | [ 4 ]       |
| 10 de juny de 2021     | 10:43:07                      | 147   | Anular                | 0,943    | 3:51                   | 80° 48′ N, 66° 48′ O / 80.8°N,66.8°O   | 527 km           | Anular: nord del Canadà, Grenlàndia, Rússia Parcial: nord d'Amèrica del Nord, Europa, Àsia | [ 7 ]       |
| 4 de desembre de 2021  | 07:34:38                      | 152   | Total                 | 1,037    | 1:54                   | 76° 48′ S, 46° 12′ O / 76.8°S,46.2°O   | 419 km           | Total: Antàrtida Parcial: Sud-àfrica, Atlàntic sud | [ 7 ]       |
| 30 d'abril de 2022     | 20:42:36                      | 119   | Parcial               | 0,640    | —                      | 62° 06′ S, 71° 30′ O / 62.1°S,71.5°O   | —                | Parcial: sud-est del Pacífic, sud d'Amèrica del Sud | [ 7 ]       |
| 25 d'octubre de 2022   | 11:01:20                      | 124   | Parcial               | 0,862    | —                      | 61° 36′ N, 77° 24′ E / 61.6°N,77.4°E   | —                | Parcial: Europa, nord-est d'Àfrica, Orient Mitjà, Àsia occidental | [ 7 ]       |
| 20 d'abril de 2023     | 04:17:56                      | 129   | Híbrid                | 1,013    | 1:16                   | 9° 36′ S, 125° 48′ E / 9.6°S,125.8°E   | 49 km            | Híbrid: Indonèsia, Austràlia, Papua Nova Guinea Parcial: sud-est d'Àsia, Índies Orientals, Filipines, Nova Zelanda | [ 7 ]       |
| 14 d'octubre de 2023   | 18:00:41                      | 134   | Anular                | 0,952    | 5:17                   | 11° 24′ N, 83° 06′ O / 11.4°N,83.1°O   | 187 km           | Anular: oest dels Estats Units, Amèrica Central, Colòmbia, Brasil Parcial: Amèrica del Nord, Amèrica Central, Amèrica del Sud | [ 7 ]       |
| 8 d'abril de 2024      | 18:18:29                      | 139   | Total                 | 1,057    | 4:28                   | 25° 18′ N, 104° 06′ O / 25.3°N,104.1°O | 198 km           | Total: Mèxic, centre i nord-est dels Estats Units, est del Canadà Parcial: Amèrica del Nord, Amèrica Central | [ 7 ]       |
| 2 d'octubre de 2024    | 18:46:13                      | 144   | Anular                | 0,933    | 7:25                   | 22° 00′ S, 114° 30′ O / 22.0°S,114.5°O | 266 km           | Anular: sud de Xile, sud de l'Argentina Parcial: Pacífic, sud d'Amèrica del Sud | [ 7 ]       |
| 29 de març de 2025     | 10:48:36                      | 149   | Parcial               | 0,938    | —                      | 61° 06′ N, 77° 06′ O / 61.1°N,77.1°O   | —                | Parcial: nord-oest d'Àfrica, Europa, nord de Rússia | [ 7 ]       |
| 21 de setembre de 2025 | 19:43:04                      | 154   | Parcial               | 0,855    | —                      | 60° 54′ S, 153° 30′ E / 60.9°S,153.5°E | —                | Parcial: sud del Pacífic, Nova Zelanda, Antàrtida | [ 7 ]       |
| 17 de febrer de 2026   | 12:13:06                      | 121   | Anular                | 0,963    | 2:20                   | 64° 42′ S, 86° 48′ E / 64.7°S,86.8°E   | 616 km           | Anular: Antàrtida Parcial: sud de l'Argentina, Xile, Sud-àfrica, Antàrtida | [ 7 ]       |
| 12 d'agost de 2026     | 17:47:06                      | 126   | Total                 | 1,039    | 2:18                   | 65° 12′ N, 25° 12′ O / 65.2°N,25.2°O   | 294 km           | Total: Àrtida, Grenlàndia, Islàndia, Espanya, nord-est de Portugal Parcial: nord d'Amèrica del Nord, Àfrica occidental, Europa | [ 7 ]       |
| 6 de febrer de 2027    | 16:00:48                      | 131   | Anular                | 0,928    | 7:51                   | 31° 18′ S, 48° 30′ O / 31.3°S,48.5°O   | 282 km           | Anular: Xile, Argentina, Atlàntic Parcial: Amèrica del Sud, Antàrtida, oest i sud d'Àfrica | [ 7 ]       |
| 2 d'agost de 2027      | 10:07:50                      | 136   | Total                 | 1,079    | 6:23                   | 25° 30′ N, 33° 12′ E / 25.5°N,33.2°E   | 258 km           | Total: Marroc, Espanya, Algèria, Tunísia, Líbia, Egipte, Aràbia Saudita, Iemen, Somàlia Parcial: Àfrica, Europa, Orient Mitjà, oest i sud d'Àsia | [ 7 ]       |
| 26 de gener de 2028    | 15:08:59                      | 141   | Anular                | 0,921    | 10:27                  | 3° 00′ N, 51° 30′ O / 3.0°N,51.5°O     | 323 km           | Anular: Equador, Perú, Brasil, Surinam, Espanya, Portugal Parcial: est d'Amèrica del Nord, Amèrica Central i del Sud, Europa occidental, nord-oest d'Àfrica | [ 7 ]       |
| 22 de juliol de 2028   | 02:56:40                      | 146   | Total                 | 1,056    | 5:10                   | 15° 36′ S, 126° 42′ E / 15.6°S,126.7°E | 230 km           | Total: Austràlia, Nova Zelanda Parcial: sud-est d'Àsia, Índies Orientals | [ 7 ]       |
| 14 de gener de 2029    | 17:13:48                      | 151   | Parcial               | 0,871    | —                      | 63° 42′ N, 114° 12′ O / 63.7°N,114.2°O | —                | Parcial: Amèrica del Nord, Amèrica Central | [ 7 ]       |
| 12 de juny de 2029     | 04:06:13                      | 118   | Parcial               | 0,458    | —                      | 66° 48′ N, 66° 12′ O / 66.8°N,66.2°O   | —                | Parcial: Àrtida, Escandinàvia, Alaska, nord d'Àsia, nord del Canadà | [ 7 ]       |
| 11 de juliol de 2029   | 15:37:19                      | 156   | Parcial               | 0,230    | —                      | 64° 18′ S, 85° 36′ O / 64.3°S,85.6°O   | —                | Parcial: sud de Xile, sud de l'Argentina | [ 7 ]       |
| 5 de desembre de 2029  | 15:03:58                      | 123   | Parcial               | 0,891    | —                      | 67° 30′ S, 135° 42′ E / 67.5°S,135.7°E | —                | Parcial: sud de l'Argentina, sud de Xile, Antàrtida | [ 7 ]       |
| 1 de juny de 2030      | 06:29:13                      | 128   | Anular                | 0,944    | 5:21                   | 56° 30′ N, 80° 06′ E / 56.5°N,80.1°E   | 250 km           | Anular: Algèria, Tunísia, Grècia, Turquia, Rússia, nord de la Xina, Japó Parcial: Europa, nord d'Àfrica, Orient Mitjà, Àsia, Àrtida, Alaska | [ 7 ]       |
| 25 de novembre de 2030 | 06:51:37                      | 133   | Total                 | 1,047    | 3:44                   | 43° 36′ S, 71° 12′ E / 43.6°S,71.2°E   | 169 km           | Total: Botswana, Sud-àfrica, Austràlia Parcial: Sud-àfrica, sud de l'oceà Índic, Índies Orientals, Austràlia, Antàrtida | [ 7 ]       |
| 21 de maig de 2031     | 07:16:04                      | 138   | Anular                | 0,959    | 5:26                   | 8° 54′ N, 71° 42′ E / 8.9°N,71.7°E     | 152 km           | Anular: Angola, República del Congo, Zàmbia, Tanzània, sud de l'oceà Índic, Malàisia, Indonèsia Parcial: Àfrica, sud d'Àsia, Índies Orientals, Austràlia | [ 8 ]       |
| 14 de novembre de 2031 | 21:07:31                      | 143   | Híbrid                | 1,011    | 1:08                   | 0° 36′ S, 137° 36′ O / 0.6°S,137.6°O   | 38 km            | Híbrid: Pacífic, Panamà Parcial: sud dels Estats Units, Amèrica Central, nord-oest d'Amèrica del Sud | [ 8 ]       |
| 9 de maig de 2032      | 13:26:42                      | 148   | Anular                | 0,996    | 0:22                   | 51° 18′ S, 7° 06′ O / 51.3°S,7.1°O     | 44 km            | Anular: sud de l'Atlàntic Parcial: sud d'Amèrica del Sud, sud d'Àfrica | [ 8 ]       |
| 3 de novembre de 2032  | 05:34:13                      | 153   | Parcial               | 0,855    | —                      | 70° 24′ N, 132° 36′ E / 70.4°N,132.6°E | —                | Parcial: Àsia | [ 8 ]       |
| 30 de març de 2033     | 18:02:36                      | 120   | Total                 | 1,046    | 2:37                   | 71° 18′ N, 155° 48′ O / 71.3°N,155.8°O | 781 km           | Total: est de Rússia, Alaska Parcial: Amèrica del Nord | [ 8 ]       |
| 23 de setembre de 2033 | 13:54:31                      | 125   | Parcial               | 0,689    | —                      | 72° 12′ S, 121° 12′ O / 72.2°S,121.2°O | —                | Parcial: sud d'Amèrica del Sud, Antàrtida | [ 8 ]       |
| 20 de març de 2034     | 10:18:45                      | 130   | Total                 | 1,046    | 4:09                   | 16° 06′ N, 22° 12′ E / 16.1°N,22.2°E   | 159 km           | Total: Nigèria, Camerun, Txad, Sudan, Egipte, Aràbia Saudita, Iran, Afganistan, Pakistan, Índia, Xina Parcial: Àfrica, Europa, oest d'Àsia | [ 8 ]       |
| 12 de setembre de 2034 | 16:19:28                      | 135   | Anular                | 0,974    | 2:58                   | 18° 12′ S, 72° 36′ O / 18.2°S,72.6°O   | 102 km           | Anular: Xile, Bolívia, Argentina, Paraguai, Brasil Parcial: Amèrica Central, sud d'Amèrica | [ 8 ]       |
| 9 de març de 2035      | 23:05:54                      | 140   | Anular                | 0,992    | 0:48                   | 29° 00′ S, 154° 54′ O / 29.0°S,154.9°O | 31 km            | Anular: Nova Zelanda, Pacífic Parcial: Austràlia, Mèxic, Antàrtida | [ 8 ]       |
| 2 de setembre de 2035  | 01:56:46                      | 145   | Total                 | 1,032    | 2:54                   | 29° 06′ N, 158° 00′ E / 29.1°N,158.0°E | 116 km           | Total: Xina, Corea, Japó, Pacífic Parcial: est d'Àsia, Pacífic | [ 8 ]       |
| 27 de febrer de 2036   | 04:46:49                      | 150   | Parcial               | 0,629    | —                      | 71° 36′ S, 131° 24′ O / 71.6°S,131.4°O | —                | Parcial: Antàrtida, sud d'Austràlia, Nova Zelanda | [ 8 ]       |
| 23 de juliol de 2036   | 10:32:06                      | 117   | Parcial               | 0,199    | —                      | 68° 54′ S, 3° 36′ E / 68.9°S,3.6°E     | —                | Parcial: sud de l'Atlàntic | [ 8 ]       |
| 21 d'agost de 2036     | 17:25:45                      | 155   | Parcial               | 0,862    | —                      | 71° 06′ N, 47° 00′ E / 71.1°N,47.0°E   | —                | Parcial: Alaska, Canadà, Àrtida, oest d'Europa, nord-oest d'Àfrica | [ 8 ]       |
| 16 de gener de 2037    | 09:48:55                      | 122   | Parcial               | 0,705    | —                      | 68° 30′ N, 20° 48′ E / 68.5°N,20.8°E   | —                | Parcial: nord d'Àfrica, Europa, Orient Mitjà, oest d'Àsia | [ 8 ]       |
| 13 de juliol de 2037   | 02:40:36                      | 127   | Total                 | 1,041    | 3:58                   | 24° 48′ S, 139° 06′ E / 24.8°S,139.1°E | 201 km           | Total: Austràlia, Nova Zelanda Parcial: Índies Orientals, Austràlia, Pacífic | [ 8 ]       |
| 5 de gener de 2038     | 13:47:11                      | 132   | Anular                | 0,973    | 3:18                   | 2° 06′ N, 25° 24′ O / 2.1°N,25.4°O     | 107 km           | Anular: Cuba, República Dominicana, Costa d'Ivori, Ghana, Níger, Txad, Egipte Parcial: est d'Amèrica del Nord, nord d'Amèrica del Sud, Atlàntic, Àfrica, Europa | [ 8 ]       |
| 2 de juliol de 2038    | 13:32:55                      | 137   | Anular                | 0,991    | 1:00                   | 25° 24′ N, 21° 54′ O / 25.4°N,21.9°O   | 31 km            | Anular: Colòmbia, Veneçuela, Mauritània, Marroc, Mali, Níger, Txad, Sudan, Etiòpia, Kenya Parcial: Amèrica del Nord, Amèrica Central, Amèrica del Sud, Àfrica, Europa, Orient Mitjà | [ 8 ]       |
| 26 de desembre de 2038 | 01:00:10                      | 142   | Total                 | 1,027    | 2:18                   | 40° 18′ S, 164° 00′ E / 40.3°S,164.0°E | 95 km            | Total: Austràlia, Nova Zelanda, sud del Pacífic Parcial: sud-est d'Àsia, Índies Orientals, Austràlia, Nova Zelanda, sud del Pacífic, Antàrtida | [ 8 ]       |
| 21 de juny de 2039     | 17:12:54                      | 147   | Anular                | 0,945    | 4:05                   | 78° 54′ N, 102° 06′ O / 78.9°N,102.1°O | 365 km           | Anular: Alaska, nord del Canadà, Noruega, Suècia, Finlàndia, Estònia, Rússia Parcial: Amèrica del Nord, Europa occidental | [ 8 ]       |
| 15 de desembre de 2039 | 16:23:46                      | 152   | Total                 | 1,036    | 1:51                   | 80° 54′ S, 172° 48′ E / 80.9°S,172.8°E | 380 km           | Total: Antàrtida Parcial: sud d'Amèrica del Sud | [ 8 ]       |
| 11 de maig de 2040     | 03:43:02                      | 119   | Parcial               | 0,531    | —                      | 62° 48′ S, 174° 24′ E / 62.8°S,174.4°E | —                | Parcial: Austràlia, Nova Zelanda, Antàrtida | [ 8 ]       |
| 4 de novembre de 2040  | 19:09:02                      | 124   | Parcial               | 0,807    | —                      | 62° 12′ N, 53° 24′ O / 62.2°N,53.4°O   | —                | Parcial: Amèrica del Nord i Central | [ 8 ]       |
| 30 d'abril de 2041     | 11:52:21                      | 129   | Total                 | 1,019    | 1:51                   | 9° 36′ S, 12° 12′ E / 9.6°S,12.2°E     | 72 km            | Total: Angola, República del Congo, Uganda, Kenya, Somàlia Parcial: Brasil, Àfrica, Orient Mitjà | [ 9 ]       |
| 25 d'octubre de 2041   | 01:36:22                      | 134   | Anular                | 0,947    | 6:07                   | 9° 54′ N, 162° 54′ E / 9.9°N,162.9°E   | 213 km           | Anular: Mongòlia, Xina, Corea, Japó, Pacífic Parcial: est d'Àsia, Pacífic | [ 9 ]       |
| 20 d'abril de 2042     | 02:17:30                      | 139   | Total                 | 1,061    | 4:51                   | 27° 00′ N, 137° 18′ E / 27.0°N,137.3°E | 210 km           | Total: Malàisia, Indonèsia, Filipines, nord del Pacífic Parcial: est de i sud-est d'Àsia, Austràlia, Pacífic | [ 9 ]       |
| 14 d'octubre de 2042   | 02:00:42                      | 144   | Anular                | 0,930    | 7:44                   | 23° 42′ S, 137° 48′ E / 23.7°S,137.8°E | 273 km           | Anular: Tailàndia, Malàisia, Indonèsia, Austràlia, Nova Zelanda Parcial: sud-est d'Àsia, Índies Orientals, sud del Pacífic, Antàrtida | [ 9 ]       |
| 9 d'abril de 2043      | 18:57:49                      | 149   | Total (non-central)   | 1,010    | —                      | 61° 18′ N, 152° 00′ E / 61.3°N,152.0°E | —                | Total: nord-est de Rússia Parcial: nord d'Amèrica del Nord, nord-est d'Àsia | [ 9 ]       |
| 3 d'octubre de 2043    | 03:01:49                      | 154   | Anular (non-central)  | 0,950    | —                      | 61° 00′ S, 35° 18′ E / 61.0°S,35.3°E   | —                | Anular: sud de l'oceà Índic Parcial: Antàrtida, sud-oest d'Austràlia, oceà Índic | [ 9 ]       |
| 28 de febrer de 2044   | 20:24:40                      | 121   | Anular                | 0,960    | 2:27                   | 62° 12′ S, 25° 36′ O / 62.2°S,25.6°O   | —                | Anular: sud de l'Atlàntic Parcial: Antàrtida, sud d'Amèrica | [ 9 ]       |
| 23 d'agost de 2044     | 01:17:02                      | 126   | Total                 | 1,036    | 2:04                   | 64° 18′ N, 120° 24′ O / 64.3°N,120.4°O | 453 km           | Total: Grenlàndia, Canadà (Territoris del Nord-oest i Nunavut, Alberta, sud-oest de Saskatchewan), Estats Units (Montana, Dakota del Nord) Parcial: nord d'Àsia, oest d'Amèrica del Nord, Grenlàndia | [ 9 ]       |
| 16 de febrer de 2045   | 23:56:07                      | 131   | Anular                | 0,928    | 7:47                   | 28° 18′ S, 166° 12′ O / 28.3°S,166.2°O | 281 km           | Anular: Nova Zelanda, Pacífic Parcial: Austràlia, Hawaii | [ 9 ]       |
| 12 d'agost de 2045     | 17:42:39                      | 136   | Total                 | 1,077    | 6:06                   | 25° 54′ N, 78° 30′ O / 25.9°N,78.5°O   | 256 km           | Total: sud dels Estats Units, Haití, República Dominicana, Veneçuela, Guiana, Guiana Francesa, Surinam, Brasil Parcial: Amèrica del Nord, Amèrica Central i del Sud, oest d'Àfrica | [ 9 ]       |
| 5 de febrer de 2046    | 23:06:26                      | 141   | Anular                | 0,923    | 9:42                   | 4° 48′ N, 171° 24′ O / 4.8°N,171.4°O   | 310 km           | Anular: Papua Nova Guinea, Hawaii, Estats Units (Califòrnia, Oregon, Idaho) Parcial: Austràlia, oest dels Estats Units | [ 9 ]       |
| 2 d'agost de 2046      | 10:21:13                      | 146   | Total                 | 1,053    | 4:51                   | 12° 42′ S, 15° 12′ E / 12.7°S,15.2°E   | 206 km           | Total: Brasil, Angola, est de Namíbia, Botswana, sud d'Àfrica, Swazilàndia, sud de Moçambic Parcial: Àfrica | [ 9 ]       |
| 26 de gener de 2047    | 01:33:18                      | 151   | Parcial               | 0,891    | —                      | 62° 54′ N, 111° 42′ E / 62.9°N,111.7°E | —                | Parcial: est d'Àsia, Alaska | [ 9 ]       |
| 23 de juny de 2047     | 10:52:31                      | 118   | Parcial               | 0,313    | —                      | 65° 48′ N, 178° 00′ O / 65.8°N,178.0°O | —                | Parcial: nord del Canadà, Grenlàndia, nord-est d'Àsia | [ 9 ]       |
| 22 de juliol de 2047   | 22:36:17                      | 156   | Parcial               | 0,361    | —                      | 63° 24′ S, 160° 12′ E / 63.4°S,160.2°E | —                | Parcial: sud-est d'Austràlia, Nova Zelanda | [ 9 ]       |
| 16 de desembre de 2047 | 23:50:12                      | 123   | Parcial               | 0,882    | —                      | 66° 24′ S, 6° 36′ O / 66.4°S,6.6°O     | —                | Parcial: Antàrtida, sud de Xile, sud de l'Argentina | [ 9 ]       |
| 11 de juny de 2048     | 12:58:53                      | 128   | Anular                | 0,944    | 4:58                   | 63° 42′ N, 11° 30′ O / 63.7°N,11.5°O   | 272 km           | Anular: centre-oest dels Estats Units, Canadà (Quebec, Ontario), Grenlàndia, Islàndia, Noruega, Suècia, Rússia, Afganistan Parcial: Amèrica del Nord, Carib, nord d'Àfrica, Europa, oest d'Àsia | [ 9 ]       |
| 5 de desembre de 2048  | 15:35:27                      | 133   | Total                 | 1,044    | 3:28                   | 46° 06′ S, 56° 24′ O / 46.1°S,56.4°O   | 160 km           | Total: Xile, Argentina, Namíbia, Botswana Parcial: sud d'Amèrica del Sud, sud-oest d'Àfrica | [ 9 ]       |
| 31 de maig de 2049     | 13:59:59                      | 138   | Anular                | 0,963    | 4:45                   | 15° 18′ N, 29° 54′ O / 15.3°N,29.9°O   | 134 km           | Anular: Perú, Equador, Colòmbia, Veneçuela, Guiana, Senegal, Mali, Burkina Faso, Ghana, Nigèria Parcial: sud-est dels Estats Units, Amèrica Central, Amèrica del Sud, Àfrica, sud d'Europa | [ 9 ]       |
| 25 de novembre de 2049 | 05:33:48                      | 143   | Híbrid                | 1,006    | 0:38                   | 3° 48′ S, 95° 12′ E / 3.8°S,95.2°E     | 21 km            | Híbrid: Aràbia Saudita, Iemen, Malàisia, Indonèsia Parcial: est d'Àfrica, sud d'Àsia, Índies Orientals, Austràlia | [ 9 ]       |
| 20 de maig de 2050     | 20:42:50                      | 148   | Híbrid                | 1,004    | 0:21                   | 40° 06′ S, 123° 42′ O / 40.1°S,123.7°O | 27 km            | Híbrid: sud del Pacífic Parcial: Nova Zelanda, sud-oest d'Amèrica del Sud | [ 9 ]       |
| 14 de novembre de 2050 | 13:30:53                      | 153   | Parcial               | 0,887    | —                      | 69° 30′ N, 1° 00′ E / 69.5°N,1.0°E     | —                | Parcial: nord-est dels Estats Units, est del Canadà, nord d'Àfrica, Europa | [ 9 ]       |
| 11 d'abril de 2051     | 02:10:39                      | 120   | Parcial               | 0,985    | —                      | 71° 36′ N, 32° 12′ E / 71.6°N,32.2°E   | —                | Parcial: Àsia, Alaska, Canadà, Grenlàndia | [ 10 ]      |
| 4 d'octubre de 2051    | 21:02:14                      | 125   | Parcial               | 0,602    | —                      | 72° 00′ S, 117° 42′ E / 72.0°S,117.7°E | —                | Parcial: Antàrtida, Austràlia, Nova Zelanda | [ 10 ]      |
| 30 de març de 2052     | 18:31:53                      | 130   | Total                 | 1,047    | 4:08                   | 22° 24′ N, 102° 30′ O / 22.4°N,102.5°O | 164 km           | Total: Pacífic central, Mèxic, Estats Units, Atlàntic central Parcial: Centre i Amèrica del Nord, nord d'Amèrica del Sud | [ 10 ]      |
| 22 de setembre de 2052 | 23:39:10                      | 135   | Anular                | 0,973    | 2:51                   | 25° 42′ S, 175° 00′ E / 25.7°S,175.0°E | 106 km           | Anular: Austràlia, sud del Pacífic Parcial: Nova Zelanda, Antàrtida, Índies Occidentals | [ 10 ]      |
| 20 de març de 2053     | 07:08:19                      | 140   | Anular                | 0,992    | 0:50                   | 23° 00′ S, 83° 00′ E / 23.0°S,83.0°E   | 31 km            | Anular: oceà Índic central, Indonèsia Parcial: Àfrica, Índies, Austràlia, Antàrtida | [ 10 ]      |
| 12 de setembre de 2053 | 09:34:09                      | 145   | Total                 | 1,033    | 3:04                   | 21° 30′ N, 41° 42′ E / 21.5°N,41.7°E   | 116 km           | Total: Espanya, Marroc, Algèria, Tunísia, Líbia, Egipte, Aràbia Saudita, Maldives, Indonèsia Parcial: Grenlàndia, Àfrica, Europa, Àsia | [ 10 ]      |
| 9 de març de 2054      | 12:33:40                      | 150   | Parcial               | 0,668    | —                      | 72° 00′ S, 97° 54′ E / 72.0°S,97.9°E   | —                | Parcial: Antàrtida, sud d'Àfrica, Madagascar, Xile | [ 10 ]      |
| 3 d'agost de 2054      | 18:04:02                      | 117   | Parcial               | 0,066    | —                      | 69° 48′ S, 121° 18′ O / 69.8°S,121.3°O | —                | Parcial: Antàrtida | [ 10 ]      |
| 2 de setembre de 2054  | 01:09:34                      | 155   | Parcial               | 0,979    | —                      | 71° 42′ N, 82° 18′ O / 71.7°N,82.3°O   | —                | Parcial: Àsia, Estats Units, Canadà, Grenlàndia | [ 10 ]      |
| 27 de gener de 2055    | 17:54:05                      | 122   | Parcial               | 0,693    | —                      | 69° 30′ N, 112° 12′ O / 69.5°N,112.2°O | —                | Parcial: Canadà, Estats Units, Mèxic, Cuba | [ 10 ]      |
| 24 de juliol de 2055   | 09:57:50                      | 127   | Total                 | 1,036    | 3:17                   | 33° 18′ S, 25° 48′ E / 33.3°S,25.8°E   | 202 km           | Total: sud d'Àfrica Parcial: Àfrica, Antàrtida | [ 10 ]      |
| 16 de gener de 2056    | 22:16:45                      | 132   | Anular                | 0,976    | 2:52                   | 3° 54′ N, 153° 30′ O / 3.9°N,153.5°O   | 95 km            | Anular: Pacífic central, Mèxic Parcial: Nova Zelanda, oest d'Amèrica del Nord | [ 10 ]      |
| 12 de juliol de 2056   | 20:21:59                      | 137   | Anular                | 0,988    | 1:26                   | 19° 24′ N, 123° 42′ O / 19.4°N,123.7°O | 43 km            | Anular: Pacífic central, Colòmbia, Equador, Perú, Brasil Parcial: sud d'Amèrica del Nord, Amèrica Central, nord d'Amèrica del Sud | [ 10 ]      |
| 5 de gener de 2057     | 09:47:52                      | 142   | Total                 | 1,029    | 2:29                   | 39° 12′ S, 35° 12′ E / 39.2°S,35.2°E   | 102 km           | Total: sud de l'Atlàntic, sud de l'oceà Índic Parcial: Àfrica, Antàrtida, Austràlia | [ 10 ]      |
| 1 de juliol de 2057    | 23:40:15                      | 147   | Anular                | 0,946    | 4:23                   | 71° 30′ N, 176° 12′ O / 71.5°N,176.2°O | 298 km           | Anular: Xina, Mongòlia, Rússia, Canadà, Estats Units Parcial: Àsia, Amèrica del Nord | [ 10 ]      |
| 26 de desembre de 2057 | 01:14:35                      | 152   | Total                 | 1,035    | 1:50                   | 84° 54′ S, 21° 48′ E / 84.9°S,21.8°E   | 355 km           | Total: Antàrtida Parcial: Austràlia | [ 10 ]      |
| 22 de maig de 2058     | 10:39:25                      | 119   | Parcial               | 0,414    | —                      | 63° 30′ S, 61° 06′ E / 63.5°S,61.1°E   | —                | Parcial: sud d'Àfrica, Madagascar | [ 10 ]      |
| 21 de juny de 2058     | 00:19:35                      | 157   | Parcial               | 0,126    | —                      | 65° 54′ N, 9° 54′ E / 65.9°N,9.9°E     | —                | Parcial: Rússia, Grenlàndia, Noruega, Suècia, Finlàndia | [ 10 ]      |
| 16 de novembre de 2058 | 03:23:07                      | 124   | Parcial               | 0,764    | —                      | 62° 54′ N, 174° 12′ E / 62.9°N,174.2°E | —                | Parcial: Rússia, Xina, Mongòlia, Japó | [ 10 ]      |
| 11 de maig de 2059     | 19:22:16                      | 129   | Total                 | 1,024    | 2:23                   | 10° 42′ S, 100° 24′ O / 10.7°S,100.4°O | 95 km            | Total: Pacífic central, Equador, Perú, Brasil Parcial: Amèrica del Nord, Amèrica Central i del Sud | [ 10 ]      |
| 5 de novembre de 2059  | 09:18:15                      | 134   | Anular                | 0,942    | 7:00                   | 8° 42′ N, 47° 06′ E / 8.7°N,47.1°E     | 238 km           | Anular: França, Líbia, Egipte, Sudan, Etiòpia, Eritrea, Somàlia, Indonèsia Parcial: Àfrica, Europa, Àsia | [ 10 ]      |
| 30 d'abril de 2060     | 10:10:00                      | 139   | Total                 | 1,066    | 5:15                   | 28° 00′ N, 20° 54′ E / 28.0°N,20.9°E   | 222 km           | Total: Costa d'Ivori, Ghana, Togo, Benín, Nigèria, Níger, Txad, Líbia, Egipte, Turquia, Kazakhstan, Rússia Parcial: Àfrica, Àsia | [ 10 ]      |
| 24 d'octubre de 2060   | 09:24:10                      | 144   | Anular                | 0,928    | 8:06                   | 25° 48′ S, 28° 06′ E / 25.8°S,28.1°E   | 281 km           | Anular: Guinea, Sierra Leone, Libèria, Costa d'Ivori, Angola, Namíbia, Botswana, sud d'Àfrica Parcial: Àfrica, Antàrtida, sud d'Amèrica | [ 10 ]      |
| 20 d'abril de 2061     | 02:56:49                      | 149   | Total                 | 1,048    | 2:37                   | 64° 30′ N, 59° 12′ E / 64.5°N,59.2°E   | 559 km           | Total: Kazakhstan, Rússia Parcial: Àsia, Orient Mitjà, Amèrica del Nord | [ 11 ]      |
| 13 d'octubre de 2061   | 10:32:10                      | 154   | Anular                | 0,947    | 3:41                   | 62° 06′ S, 54° 24′ O / 62.1°S,54.4°O   | 743 km           | Anular: Antàrtida, Argentina, Xile Parcial: Amèrica del Sud | [ 11 ]      |
| 11 de març de 2062     | 04:26:16                      | 121   | Parcial               | 0,933    | —                      | 61° 00′ S, 147° 06′ O / 61.0°S,147.1°O | —                | Parcial: Antàrtida, Austràlia, Nova Zelanda | [ 11 ]      |
| 3 de setembre de 2062  | 08:54:27                      | 126   | Parcial               | 0,975    | —                      | 61° 18′ N, 150° 18′ E / 61.3°N,150.3°E | —                | Parcial: Grenlàndia, Europa, Àsia | [ 11 ]      |
| 28 de febrer de 2063   | 07:43:30                      | 131   | Anular                | 0,929    | 7:41                   | 25° 12′ S, 77° 42′ E / 25.2°S,77.7°E   | 280 km           | Anular: oceà Índic, Indonèsia, Malàisia, Mindanao, Filipines Parcial: Àfrica, Índies, sud-est d'Àsia, la resta de les Filipines, Antàrtida, Austràlia | [ 11 ]      |
| 24 d'agost de 2063     | 01:22:11                      | 136   | Total                 | 1,075    | 5:49                   | 25° 36′ N, 168° 24′ E / 25.6°N,168.4°E | 252 km           | Total: Xina, Mongòlia, Japó, Pacífic central Parcial: Àsia, Pacífic central | [ 11 ]      |
| 17 de febrer de 2064   | 07:00:23                      | 141   | Anular                | 0,926    | 8:56                   | 7° 00′ N, 69° 42′ E / 7.0°N,69.7°E     | 295 km           | Anular: Zaire, Zàmbia, Tanzània, Índia, Nepal, Bangladesh, Bhutan, Xina Parcial: Àfrica, Àsia | [ 11 ]      |
| 12 d'agost de 2064     | 17:46:06                      | 146   | Total                 | 1,049    | 4:28                   | 10° 54′ S, 96° 00′ O / 10.9°S,96.0°O   | 184 km           | Total: Pacífic central, Xile, Argentina Parcial: Amèrica, Antàrtida | [ 11 ]      |
| 5 de febrer de 2065    | 09:52:26                      | 151   | Parcial               | 0,912    | —                      | 62° 12′ N, 21° 54′ O / 62.2°N,21.9°O   | —                | Parcial: Amèrica del Nord, Europa, Àsia occidental | [ 11 ]      |
| 3 de juliol de 2065    | 17:33:52                      | 118   | Parcial               | 0,164    | —                      | 64° 48′ N, 71° 54′ E / 64.8°N,71.9°E   | —                | Parcial: nord d'Europa, Rússia | [ 11 ]      |
| 2 d'agost de 2065      | 05:34:17                      | 156   | Parcial               | 0,490    | —                      | 62° 42′ S, 46° 30′ E / 62.7°S,46.5°E   | —                | Parcial: Antàrtida, sud d'Àfrica, Madagascar | [ 11 ]      |
| 27 de desembre de 2065 | 08:39:56                      | 123   | Parcial               | 0,877    | —                      | 65° 24′ S, 149° 12′ O / 65.4°S,149.2°O | —                | Parcial: Xile, Argentina, Antàrtida, Austràlia | [ 11 ]      |
| 22 de juny de 2066     | 19:25:48                      | 128   | Anular                | 0,943    | 4:40                   | 70° 06′ N, 96° 24′ O / 70.1°N,96.4°O   | 309 km           | Anular: Rússia, Alaska, Canadà Parcial: Amèrica del Nord, nord d'Europa, nord d'Àsia | [ 11 ]      |
| 17 de desembre de 2066 | 00:23:40                      | 133   | Total                 | 1,042    | 3:14                   | 47° 24′ S, 175° 48′ E / 47.4°S,175.8°E | 152 km           | Total: Austràlia, Nova Zelanda, sud del Pacífic Parcial: Austràlia, Antàrtida, Nova Zelanda | [ 11 ]      |
| 11 de juny de 2067     | 20:42:26                      | 138   | Anular                | 0,967    | 4:05                   | 21° 00′ N, 130° 12′ O / 21.0°N,130.2°O | 119 km           | Anular: Pacífic central, Equador, Perú Parcial: Amèrica | [ 11 ]      |
| 6 de desembre de 2067  | 14:03:43                      | 143   | Híbrid                | 1,001    | 0:08                   | 6° 00′ S, 32° 24′ O / 6.0°S,32.4°O     | 4 km             | Híbrid: Hondures, Nicaragua, Colòmbia, Veneçuela, Guiana, Brasil, Nigèria, Camerun, Txad, Sudan Parcial: Amèrica, Àfrica, sud d'Europa | [ 11 ]      |
| 31 de maig de 2068     | 03:56:39                      | 148   | Total                 | 1,011    | 1:06                   | 31° 00′ S, 123° 12′ E / 31.0°S,123.2°E | 63 km            | Total: Austràlia, Nova Zelanda Parcial: Índies, Austràlia, Antàrtida | [ 11 ]      |
| 24 de novembre de 2068 | 21:32:30                      | 153   | Parcial               | 0,911    | —                      | 68° 30′ N, 131° 06′ O / 68.5°N,131.1°O | —                | Parcial: Amèrica del Nord, Rússia | [ 11 ]      |
| 21 d'abril de 2069     | 10:11:09                      | 120   | Parcial               | 0,899    | —                      | 71° 00′ N, 101° 18′ O / 71.0°N,101.3°O | —                | Parcial: Europa, Àsia, nord d'Àfrica, Amèrica del Nord | [ 11 ]      |
| 20 de maig de 2069     | 17:53:18                      | 158   | Parcial               | 0,088    | —                      | 68° 48′ S, 69° 54′ O / 68.8°S,69.9°O   | —                | Parcial: Amèrica del Sud, Antàrtida | [ 11 ]      |
| 15 d'octubre de 2069   | 04:19:56                      | 125   | Parcial               | 0,530    | —                      | 71° 36′ S, 5° 30′ O / 71.6°S,5.5°O     | —                | Parcial: Antàrtida | [ 11 ]      |
| 11 d'abril de 2070     | 02:36:09                      | 130   | Total                 | 1,047    | 4:04                   | 29° 06′ N, 135° 06′ E / 29.1°N,135.1°E | 168 km           | Total: Sri Lanka, Myanmar, Tailàndia, Laos, Vietnam, Filipines Parcial: Àsia, Índies, Alaska, Canadà | [ 11 ]      |
| 4 d'octubre de 2070    | 07:08:57                      | 135   | Anular                | 0,973    | 2:44                   | 32° 48′ S, 60° 24′ E / 32.8°S,60.4°E   | 110 km           | Anular: Angola, Zàmbia, Zimbabwe, Moçambic, Madagascar Parcial: Àfrica, Antàrtida, Austràlia | [ 11 ]      |
| 31 de març de 2071     | 15:01:06                      | 140   | Anular                | 0,992    | 0:52                   | 16° 42′ S, 37° 00′ O / 16.7°S,37.0°O   | 31 km            | Anular: Xile, Argentina, Paraguai, Brasil, República del Congo, Zaire Parcial: Amèrica del Sud, Àfrica, Antàrtida | [ 12 ]      |
| 23 de setembre de 2071 | 17:20:28                      | 145   | Total                 | 1,033    | 3:11                   | 14° 12′ N, 76° 42′ O / 14.2°N,76.7°O   | 116 km           | Total: Mèxic, Colòmbia, Veneçuela, Guiana, Surinam, Guiana Francesa, Brasil Parcial: Amèrica, Àfrica | [ 12 ]      |
| 19 de març de 2072     | 20:10:31                      | 150   | Parcial               | 0,720    | —                      | 72° 12′ S, 30° 24′ O / 72.2°S,30.4°O   | —                | Parcial: Antàrtida, sud d'Amèrica | [ 12 ]      |
| 12 de setembre de 2072 | 08:59:20                      | 155   | Total                 | 1,056    | 3:13                   | 69° 48′ N, 102° 00′ E / 69.8°N,102.0°E | 732 km           | Total: Rússia Parcial: Grenlàndia, Europa, Àsia | [ 12 ]      |
| 7 de febrer de 2073    | 01:55:59                      | 122   | Parcial               | 0,677    | —                      | 70° 30′ N, 114° 54′ E / 70.5°N,114.9°E | —                | Parcial: Àsia, Alaska | [ 12 ]      |
| 3 d'agost de 2073      | 17:15:23                      | 127   | Total                 | 1,029    | 2:29                   | 43° 12′ S, 89° 24′ O / 43.2°S,89.4°O   | 206 km           | Total: Xile, Argentina Parcial: Amèrica del Sud, Antàrtida | [ 12 ]      |
| 27 de gener de 2074    | 06:44:15                      | 132   | Anular                | 0,980    | 2:21                   | 6° 36′ N, 78° 48′ E / 6.6°N,78.8°E     | 79 km            | Anular: Sudan, Etiòpia, Somàlia, Sri Lanka, Myanmar, Tailàndia, Laos, Vietnam, Xina, Japó Parcial: Àfrica, Àsia, Índies | [ 12 ]      |
| 24 de juliol de 2074   | 03:10:32                      | 137   | Anular                | 0,984    | 1:57                   | 12° 48′ N, 133° 42′ E / 12.8°N,133.7°E | 58 km            | Anular: Tailàndia, Cambodja, Vietnam, Filipines Parcial: Àsia, Índies, Austràlia, Nova Zelanda | [ 12 ]      |
| 16 de gener de 2075    | 18:36:04                      | 142   | Total                 | 1,031    | 2:42                   | 37° 12′ S, 94° 06′ O / 37.2°S,94.1°O   | 110 km           | Total: Xile, Argentina, Paraguai, Brasil Parcial: Nova Zelanda, Amèrica del Sud, Antàrtida | [ 12 ]      |
| 13 de juliol de 2075   | 06:05:44                      | 147   | Anular                | 0,947    | 4:45                   | 63° 06′ N, 95° 12′ E / 63.1°N,95.2°E   | 262 km           | Anular: sud d'Europa, Rússia Parcial: Europa, Àsia, Àfrica, nord d'Amèrica del Nord | [ 12 ]      |
| 6 de gener de 2076     | 10:07:27                      | 152   | Total                 | 1,034    | 1:49                   | 87° 12′ S, 173° 42′ O / 87.2°S,173.7°O | 340 km           | Total: Antàrtida Parcial: Austràlia, sud d'Amèrica | [ 12 ]      |
| 1 de juny de 2076      | 17:31:22                      | 119   | Parcial               | 0,290    | —                      | 64° 24′ S, 51° 12′ O / 64.4°S,51.2°O   | —                | Parcial: Amèrica del Sud, Antàrtida | [ 12 ]      |
| 1 de juliol de 2076    | 06:50:43                      | 157   | Parcial               | 0,275    | —                      | 67° 00′ N, 98° 06′ O / 67.0°N,98.1°O   | —                | Parcial: Rússia, Amèrica del Nord | [ 12 ]      |
| 26 de novembre de 2076 | 11:43:01                      | 124   | Parcial               | 0,731    | —                      | 63° 42′ N, 40° 06′ E / 63.7°N,40.1°E   | —                | Partial: Àfrica, Europa, oest d'Àsia | [ 12 ]      |
| 22 de maig de 2077     | 02:46:05                      | 129   | Total                 | 1,029    | 2:54                   | 13° 06′ S, 148° 18′ E / 13.1°S,148.3°E | 119 km           | Total: Austràlia Parcial: Índies, Austràlia, Nova Zelanda, Antàrtida | [ 12 ]      |
| 15 de novembre de 2077 | 17:07:56                      | 134   | Anular                | 0,937    | 7:54                   | 7° 48′ N, 70° 48′ O / 7.8°N,70.8°O     | 262 km           | Anular: Estats Units, Carib, Colòmbia, Veneçuela, Brasil, Guiana, Surinam, Guiana Francesa Parcial: Amèrica | [ 12 ]      |
| 11 de maig de 2078     | 17:56:55                      | 139   | Total                 | 1,070    | 5:40                   | 28° 06′ N, 93° 42′ O / 28.1°N,93.7°O   | 232 km           | Total: Mèxic, Estats Units Parcial: Amèrica | [ 12 ]      |
| 4 de novembre de 2078  | 16:55:44                      | 144   | Anular                | 0,926    | 8:29                   | 27° 48′ S, 83° 18′ O / 27.8°S,83.3°O   | 287 km           | Anular: Xile, Argentina Parcial: Amèrica, Antàrtida | [ 12 ]      |
| 1 de maig de 2079      | 10:50:13                      | 149   | Total                 | 1,051    | 2:55                   | 66° 12′ N, 46° 18′ O / 66.2°N,46.3°O   | 406 km           | Total: Estats Units, Canadà, Grenlàndia Parcial: oest d'Amèrica, Europa, Àfrica, Àsia | [ 12 ]      |
| 24 d'octubre de 2079   | 18:11:21                      | 154   | Anular                | 0,948    | 3:39                   | 63° 24′ S, 160° 36′ O / 63.4°S,160.6°O | 495 km           | Anular: Antàrtida, Nova Zelanda Parcial: Amèrica del Sud | [ 12 ]      |
| 21 de març de 2080     | 12:20:15                      | 121   | Parcial               | 0,873    | —                      | 60° 54′ S, 85° 54′ E / 60.9°S,85.9°E   | —                | Parcial: Antàrtida, Àfrica | [ 12 ]      |
| 13 de setembre de 2080 | 16:38:09                      | 126   | Parcial               | 0,874    | —                      | 61° 06′ N, 25° 48′ E / 61.1°N,25.8°E   | —                | Parcial: Amèrica del Nord, Europa, Àfrica | [ 12 ]      |
| 10 de març de 2081     | 15:23:31                      | 131   | Anular                | 0,930    | 7:36                   | 22° 24′ S, 36° 42′ O / 22.4°S,36.7°O   | 277 km           | Anular: Xile, Argentina, Costa d'Ivori, Ghana, Togo, Benín, Nigèria, Camerun Parcial: Amèrica del Sud, Àfrica, Antàrtida | [ 13 ]      |
| 3 de setembre de 2081  | 09:07:31                      | 136   | Total                 | 1,072    | 5:33                   | 24° 36′ N, 53° 36′ E / 24.6°N,53.6°E   | 247 km           | Total: Europa central, França, Suïssa, Àustria, Eslovènia, Hongria, Croàcia, Sèrbia, Romania, Grècia, Bulgària, Turquia, Síria, Iraq, Kuwait, Qatar, Emirats Àrabs Units, Aràbia Saudita, Oman Parcial: Àfrica, Europa, Àsia | [ 13 ]      |
| 27 de febrer de 2082   | 14:47:00                      | 141   | Anular                | 0,930    | 8:12                   | 9° 24′ N, 47° 06′ O / 9.4°N,47.1°O     | 277 km           | Anular: Perú, Brasil, Surinam, Guiana Francesa, Portugal, Espanya, França, Itàlia, Alemanya, Àustria Parcial: Amèrica, Europa, Àfrica | [ 13 ]      |
| 24 d'agost de 2082     | 01:16:21                      | 146   | Total                 | 1,045    | 4:01                   | 10° 18′ S, 151° 48′ E / 10.3°S,151.8°E | 163 km           | Total: Indonèsia, Nova Guinea, sud del Pacífic Parcial: Índies, Austràlia, Antàrtida, Nova Zelanda | [ 13 ]      |
| 16 de febrer de 2083   | 18:06:36                      | 151   | Parcial               | 0,943    | —                      | 61° 36′ N, 154° 06′ O / 61.6°N,154.1°O | —                | Parcial: Mèxic, Estats Units, Canadà | [ 13 ]      |
| 15 de juliol de 2083   | 00:14:23                      | 118   | Parcial               | 0,017    | —                      | 64° 00′ N, 37° 42′ O / 64.0°N,37.7°O   | —                | Parcial: Grenlàndia | [ 13 ]      |
| 13 d'agost de 2083     | 12:34:41                      | 156   | Parcial               | 0,615    | —                      | 62° 06′ S, 67° 30′ O / 62.1°S,67.5°O   | —                | Parcial: Amèrica del Sud, Antàrtida | [ 13 ]      |
| 7 de gener de 2084     | 17:30:23                      | 123   | Parcial               | 0,872    | —                      | 64° 24′ S, 68° 30′ E / 64.4°S,68.5°E   | —                | Parcial: Antàrtida, sud d'Amèrica | [ 13 ]      |
| 3 de juliol de 2084    | 01:50:26                      | 128   | Anular                | 0,942    | 4:25                   | 75° 00′ N, 169° 06′ O / 75.0°N,169.1°O | 377 km           | Anular: Rússia, Estats Units, Canadà Parcial: nord d'Europa, Àsia, Amèrica del Nord | [ 13 ]      |
| 27 de desembre de 2084 | 09:13:48                      | 133   | Total                 | 1,040    | 3:04                   | 47° 18′ S, 47° 42′ E / 47.3°S,47.7°E   | 146 km           | Total: Atlàntic sud, oceà Índic Parcial: Àfrica, Antàrtida, Austràlia | [ 13 ]      |
| 22 de juny de 2085     | 03:21:16                      | 138   | Anular                | 0,970    | 3:29                   | 26° 12′ N, 131° 18′ E / 26.2°N,131.3°E | 106 km           | Anular: Índia, Myanmar, Xina, Pacífic central Parcial: Àsia, Índies, Austràlia | [ 13 ]      |
| 16 de desembre de 2085 | 22:37:48                      | 143   | Anular                | 0,997    | 0:19                   | 7° 18′ S, 160° 48′ O / 7.3°S,160.8°O   | 10 km            | Anular: Pacífic central Parcial: Austràlia, Amèrica del Nord | [ 13 ]      |
| 11 de juny de 2086     | 11:07:14                      | 148   | Total                 | 1,017    | 1:48                   | 23° 12′ S, 12° 30′ E / 23.2°S,12.5°E   | 86 km            | Total: Namíbia, Botswana, sud d'Àfrica Parcial: Amèrica del Sud, Àfrica | [ 13 ]      |
| 6 de desembre de 2086  | 05:38:55                      | 153   | Parcial               | 0,927    | —                      | 67° 24′ N, 96° 12′ E / 67.4°N,96.2°E   | —                | Parcial: Àsia | [ 13 ]      |
| 2 de maig de 2087      | 18:04:42                      | 120   | Parcial               | 0,801    | —                      | 70° 18′ N, 127° 36′ E / 70.3°N,127.6°E | —                | Parcial: nord d'Europa, nord d'Àsia, Amèrica del Nord | [ 13 ]      |
| 1 de juny de 2087      | 01:27:14                      | 158   | Parcial               | 0,215    | —                      | 67° 48′ S, 165° 24′ E / 67.8°S,165.4°E | —                | Parcial: Nova Zelanda | [ 13 ]      |
| 26 d'octubre de 2087   | 11:46:57                      | 125   | Parcial               | 0,470    | —                      | 71° 00′ S, 130° 30′ O / 71.0°S,130.5°O | —                | Parcial: Amèrica del Sud, Antàrtida | [ 13 ]      |
| 21 d'abril de 2088     | 10:31:49                      | 130   | Total                 | 1,047    | 3:58                   | 36° 00′ N, 15° 06′ E / 36.0°N,15.1°E   | 173 km           | Total: Mauritània, oest del Sàhara, Mali, Algèria, Tunísia, Grècia, Turquia, Rússia, Kazakhstan, Xina Parcial: Amèrica del Nord, Àfrica, Europa, Àsia | [ 13 ]      |
| 14 d'octubre de 2088   | 14:48:05                      | 135   | Anular                | 0,973    | 2:38                   | 39° 42′ S, 56° 00′ O / 39.7°S,56.0°O   | 115 km           | Anular: Xile, Argentina Parcial: Amèrica del Sud, Antàrtida, Àfrica | [ 13 ]      |
| 10 d'abril de 2089     | 22:44:42                      | 140   | Anular                | 0,992    | 0:53                   | 10° 12′ S, 154° 48′ O / 10.2°S,154.8°O | 30 km            | Anular: Austràlia, Pacífic central Parcial: Antàrtida, Amèrica del Nord | [ 13 ]      |
| 4 d'octubre de 2089    | 01:15:23                      | 145   | Total                 | 1,033    | 3:14                   | 7° 24′ N, 162° 48′ E / 7.4°N,162.8°E   | 115 km           | Total: Xina, Pacífic central Parcial: Àsia, Índies, Austràlia | [ 13 ]      |
| 31 de març de 2090     | 03:38:08                      | 150   | Parcial               | 0,784    | —                      | 72° 06′ S, 156° 18′ O / 72.1°S,156.3°O | —                | Parcial: Antàrtida, Austràlia, Nova Zelanda | [ 13 ]      |
| 23 de setembre de 2090 | 16:56:36                      | 155   | Total                 | 1,056    | 3:36                   | 60° 42′ N, 40° 30′ O / 60.7°N,40.5°O   | 463 km           | Total: Canadà, Grenlàndia, Regne Unit, França Parcial: Amèrica del Nord, Europa, Àfrica, nord d'Àsia | [ 13 ]      |
| 18 de febrer de 2091   | 09:54:40                      | 122   | Parcial               | 0,656    | —                      | 71° 12′ N, 17° 48′ O / 71.2°N,17.8°O   | —                | Parcial: nord d'Àfrica, Europa, Àsia | [ 14 ]      |
| 15 d'agost de 2091     | 00:34:43                      | 127   | Total                 | 1,022    | 1:38                   | 55° 36′ S, 150° 30′ E / 55.6°S,150.5°E | 236 km           | Total: sud de l'oceà Antàrtic, proximitats de l'Antàrtida Parcial: Austràlia, Antàrtida, Nova Zelanda | [ 14 ]      |
| 7 de febrer de 2092    | 15:10:20                      | 132   | Anular                | 0,984    | 1:48                   | 9° 54′ N, 48° 42′ O / 9.9°N,48.7°O     | 62 km            | Anular: Panamà, Colòmbia, Veneçuela, Guiana, Marroc, Algèria Parcial: Amèrica, Europa, Àfrica | [ 14 ]      |
| 3 d'agost de 2092      | 09:59:33                      | 137   | Anular                | 0,979    | 2:31                   | 5° 36′ N, 30° 18′ E / 5.6°N,30.3°E     | 75 km            | Anular: Libèria, Costa d'Ivori, Ghana, Togo, Benín, Nigèria, Camerun, Txad, República Centreafricana, Sudan, Kenya, Somàlia Parcial: Àfrica | [ 14 ]      |
| 27 de gener de 2093    | 03:22:16                      | 142   | Total                 | 1,034    | 2:58                   | 34° 06′ S, 136° 24′ E / 34.1°S,136.4°E | 119 km           | Total: Austràlia Parcial: Índies, Austràlia, Antàrtida, Nova Zelanda | [ 14 ]      |
| 23 de juliol de 2093   | 12:32:04                      | 147   | Anular                | 0,946    | 5:11                   | 54° 36′ N, 1° 18′ E / 54.6°N,1.3°E     | 241 km           | Anular: Estats Units, Canadà, Europa central, Turquia, Iraq, Iran, Afganistan, Pakistan Parcial: Amèrica, Europa, Àfrica, Àsia | [ 14 ]      |
| 16 de gener de 2094    | 18:59:03                      | 152   | Total                 | 1,034    | 1:51                   | 84° 48′ S, 10° 36′ O / 84.8°S,10.6°O   | 329 km           | Total: Antàrtida Parcial: Amèrica del Sud, Antàrtida, Nova Zelanda | [ 14 ]      |
| 13 de juny de 2094     | 00:22:11                      | 119   | Parcial               | 0,162    | —                      | 65° 18′ S, 163° 36′ O / 65.3°S,163.6°O | —                | Parcial: sud de l'oceà Antàrtic, proximitats de l'Antàrtida | [ 14 ]      |
| 12 de juliol de 2094   | 13:24:35                      | 157   | Parcial               | 0,422    | —                      | 68° 00′ N, 152° 48′ E / 68.0°N,152.8°E | —                | Parcial: Amèrica del Nord, Àsia | [ 14 ]      |
| 7 de desembre de 2094  | 20:05:56                      | 124   | Parcial               | 0,705    | —                      | 64° 42′ N, 95° 00′ O / 64.7°N,95.0°O   | —                | Parcial: Amèrica del Nord | [ 14 ]      |
| 2 de juny de 2095      | 10:07:40                      | 129   | Total                 | 1,033    | 3:18                   | 16° 42′ S, 37° 12′ E / 16.7°S,37.2°E   | 145 km           | Total: Namíbia, sud d'Àfrica, Botswana, Zàmbia, Moçambic, Madagascar Parcial: Àfrica | [ 14 ]      |
| 27 de novembre de 2095 | 01:02:57                      | 134   | Anular                | 0,933    | 8:47                   | 7° 12′ N, 169° 48′ E / 7.2°N,169.8°E   | 285 km           | Anular: Xina, Corea, Japó, Pacífic central Parcial: Àsia, Índies, Austràlia | [ 14 ]      |
| 22 de maig de 2096     | 01:37:14                      | 139   | Total                 | 1,074    | 6:07                   | 27° 18′ N, 153° 24′ E / 27.3°N,153.4°E | 241 km           | Total: Indonèsia, Pacífic central, Filipines Parcial: Àsia, Índies, Austràlia, Amèrica del Nord | [ 14 ]      |
| 15 de novembre de 2096 | 00:36:15                      | 144   | Anular                | 0,924    | 8:53                   | 29° 42′ S, 163° 18′ E / 29.7°S,163.3°E | 294 km           | Anular: Malàisia, Indonèsia, Nova Guinea, Austràlia, Nova Zelanda Parcial: Índies, Antàrtida | [ 14 ]      |
| 11 de maig de 2097     | 18:34:31                      | 149   | Total                 | 1,054    | 3:10                   | 67° 24′ N, 149° 30′ O / 67.4°N,149.5°O | 339 km           | Total: Alaska, Rússia Parcial: Àsia, Amèrica del Nord, nord d'Europa | [ 14 ]      |
| 4 de novembre de 2097  | 02:01:25                      | 154   | Anular                | 0,949    | 3:36                   | 65° 48′ S, 86° 48′ E / 65.8°S,86.8°E   | 411 km           | Anular: Antàrtida Parcial: Austràlia | [ 14 ]      |
| 1 d'abril de 2098      | 20:02:31                      | 121   | Parcial               | 0,798    | —                      | 61° 00′ S, 38° 06′ O / 61.0°S,38.1°O   | —                | Parcial: Antàrtida, sud d'Amèrica | [ 14 ]      |
| 25 de setembre de 2098 | 00:31:16                      | 126   | Parcial               | 0,787    | —                      | 61° 06′ N, 101° 00′ O / 61.1°N,101.0°O | —                | Parcial: Àsia, Amèrica del Nord | [ 14 ]      |
| 24 d'octubre de 2098   | 10:36:11                      | 164   | Parcial               | 0,006    | —                      | 61° 48′ S, 95° 30′ O / 61.8°S,95.5°O   | —                | Parcial: sud de l'oceà Antàrtic, proximitats de l'Antàrtida | [ 14 ]      |
| 21 de març de 2099     | 22:54:32                      | 131   | Anular                | 0,932    | 7:32                   | 20° 00′ S, 149° 00′ O / 20.0°S,149.0°O | 275 km           | Anular: Pacífic central Parcial: Austràlia, Nova Zelanda, Antàrtida, Amèrica del Nord | [ 14 ]      |
| 14 de setembre de 2099 | 16:57:53                      | 136   | Total                 | 1,068    | 5:18                   | 23° 24′ N, 62° 48′ O / 23.4°N,62.8°O   | 241 km           | Total: Canadà, Estats Units, Atlàntic central Parcial: Amèrica, Àfrica | [ 14 ]      |
| 10 de març de 2100     | 22:28:11                      | 141   | Anular                | 0,934    | 7:29                   | 12° 00′ N, 162° 24′ O / 12.0°N,162.4°O | 257 km           | Anular: Pacífic central, Hawaii, nord-oest dels Estats Units Parcial: Austràlia, Amèrica del Nord | [ 14 ]      |
| 4 de setembre de 2100  | 08:49:20                      | 146   | Total                 | 1,040    | 3:32                   | 10° 30′ S, 39° 00′ E / 10.5°S,39.0°E   | 142 km           | Total: Àfrica central, Madagascar Parcial: Àfrica, Antàrtida | [ 14 ]      |

- Reconeixement de les dades: prediccions d'eclipsis dutes a terme per Fred Espenak, del Centre de vol espacial Goddard de la NASA.[15]